# Contea di Kinney
La contea di Kinney in inglese Kinney County è una contea dello Stato del Texas, negli Stati Uniti. La popolazione al censimento del 2010 era di 3 598 abitanti. Il capoluogo di contea è Brackettville. La contea è stata creata nel 1850 ed organizzata nel 1874. Il nome della contea deriva da Henry Lawrence Kinney, speculatore terriero che non ebbe successo.

## Geografia fisica
| Anno | Popolazione | ±%       |
| ---- | ----------- | -------- |
| 1860 | 61          |          |
| 1870 | 1,204       | 1,873.8% |
| 1880 | 4,487       | 272.7%   |
| 1890 | 3,781       | −15.7%   |
| 1900 | 2,447       | −35.3%   |
| 1910 | 3,401       | 39.0%    |
| 1920 | 3,746       | 10.1%    |
| 1930 | 3,980       | 6.2%     |
| 1940 | 4,533       | 13.9%    |
| 1950 | 2,668       | −41.1%   |
| 1960 | 2,452       | −8.1%    |
| 1970 | 2,006       | −18.2%   |
| 1980 | 2,279       | 13.6%    |
| 1990 | 3,119       | 36.9%    |
| 2000 | 3,379       | 8.3%     |
| 2010 | 3,598       | 6.5%     |

Secondo l'US Census Bureau, la contea ha un'area totale di 1.365 miglia quadrate (3.536 km²), di cui 1360 miglia quadrate (3500 km²) sono terra, mentre 5,1 miglia quadrate (13 km², corrispondenti allo 0,4% del territorio) sono costituiti dall'acqua. La contea è separata dal Messico dal Rio Grande.

### Strade principali
- U.S. Route 90
- U.S. Highway 277
- State Highway 134

### Contee e municipalità confinanti
- Contea di Edwards - nord
- Contea di Uvalde - est
- Contea di Zavala - sud-est
- Contea di Maverick - sud
- Jiménez (Coahuila, Messico) - sud-ovest
- Contea di Val Verde - ovest